# Commiphora neglecta
Commiphora neglecta là một loài thực vật có hoa trong họ Burseraceae. Loài này được Verd. mô tả khoa học đầu tiên năm 1951.